# Bumirejo (Kebumen)
Bumirejo is een bestuurslaag in het regentschap Kebumen van de provincie Midden-Java, Indonesië. Bumirejo telt 8155 inwoners (volkstelling 2010).